# The River of Crime (Episodes 1–5)
The River of Crime (Episodes 1-5) – wydawnictwo autorstwa awangardowej grupy The Residents wypuszczone w 2006 roku w formie internetowego podcastu dostępnego w sklepie iTunes oraz serwisie należącym do wytwórni Cordless Recordings. Zespół wypuścił również pakiet złożony z dwóch płyt CD-r na które słuchacz mógł samodzielnie nagrać kompozycje oraz materiały dodatkowe, kilka miesięcy później za sprawą wytwórni Mute światło dziennie ujrzało również tradycyjne wydanie na płycie kompaktowej (pozbawione materiałów dodatkowych dostępnych wcześniej w internecie, posiadające za to instrumentalne wersje utworów). Fabułę każdego utworu stanowi opowieść o jakiejś zbrodni utrzymana w konwencji noir.

## Lista utworów
1. The Kid Who Collected Crimes! 		16:23
2. Gator Hater! 		14:55
3. Misdelivered Mummy! 		15:14
4. The Beards! 		17:07
5. Termites from Formosa! 		16:13
6. The Kid Who Collected Crimes! (wersja instrumentalna) 	9:58
7. Gator Hater! (wersja instrumentalna) 		9:13
8. Misdelivered Mummy! (wersja instrumentalna) 		8:29
9. The Beards! (wersja instrumentalna)		9:52
10. Termites from Formosa! (wersja instrumentalna)